# Associação de Clubes da Liga Argentina de Voleibol
Associação de Clubes da Liga Argentina de Voleibol (em espanhol: Asociación de Clubes Liga Argentina de Voleibol) (ACLAV) é a entidade máxima responsável pela gestão do voleibol profissional na Argentina, sediada em Buenos Aires, organizando os campeonatos nacionais na variante masculina, como a Liga A1 de Voleibol Argentino, Copa ACLAV de Voleibol Masculino, Torneio Super 8 de Voleibol Masculino,Supercopa Argentina de Voleibol Masculino, demais competições são de responsabilidade da Federação de Voleibol Argentino (FeVA).

## História
A Liga Argentina de Clubes foi criada 1996  pela Federação de Voleibol Argentino (FeVA), ao longo dos anos ocorreram muitas mudanças e 2003 visando a qualidade e profissionalismo foi criada a  Associação de Clubes da Liga Argentina de Voleibol (ACLAV) e partir desde ano passou administrar as competições a nível nacional. 
O Club Ciudad de Bolívar foi o primeiro bicampeão nacional, temporadas 2002-03 e 2003-04,  já com a gestão da ACLAV, na sequencia o Club Social Monteros e o Club de Amigos de Buenos Aires, depois retomou o título o Club Ciudad de Bolívar que consecutivamente obteve o tetracampeonato, apos este feito, o UPCN Vóley Club conquistou o hexacampeonato consecutivo, voltando a conquistar o título na temporada 201-18 o Club Ciudad de Bolívar, ambos, totalizando sete títulos no total.
No início da temporada 2018-19, a ACLAV realizou uma nova mudança, a principal competição agora é a Liga de Voleibol da Argentina, trazando um programa renovado de RSE intitulado LVA Social, além de ajustes no calendário dos torneios complementares.Nos dez anos de trabalho, todas as competições promovidas atingiram o objetivo, observado no nível de jogadores e treinadores, que atuam em equipes de alto nível pelo mundo, além dos recentes resultados da seleção nacional.Em parceria com a entidade brasileira Associação de Clubes de Voleibol (ACV) organizaram a primeira edição da Copa Libertadores de Voleibol

## Unidades de Negócio
| Presidência                   |
| Vice-Presidência              |
| Secretaria                    |
| Tesouraria                    |
| Imprensa e Comunicação        |
| Tecnologia e Estatística      |
| Diretoria de Competições      |
| Fonte: Site oficial da ACLAV' |